# Annicka Kronberg
Agnes Bergljott Annicka Kronberg, född 9 juli 1944 i Stockholm, är en svensk präst, skådespelare och dramatiker.
Kronberg skrev tillsammans med Marianne Ahrne teaterpjäsen I dödsskuggans dal 1997.  

## Filmografi
- 1963 – Det är hos mig han har varit
- 1964 – Ung nu
- 1968 – Något att tala om i framtiden
- 1968 – Asterix och Kleopatra (röst)
- 1969 – En passion
- 1969 – Fem på nya äventyr
- 1974 – Flyttningen
- 1975 – Ungkarlshotellet
- 1976 – Långt borta och nära
- 1978 – Frihetens murar
- 1979 – Trälarna (TV-serie)
- 1982 – Trollkarlens pojke (TV-serie)
- 1986 – Mitt i livet (kortfilm)
- 1988 – Stoft och skugga (TV-serie)
- 1997 – Flickor, kvinnor och en och annan drake
- 1997–1998 – Skilda världar (TV-serie)
- 2005 – Kvalster (TV-serie)

## Teater

### Roller (ej komplett)
| År   | Roll     | Produktion                                                                 | Regi          | Teater                 |
| ---- | -------- | -------------------------------------------------------------------------- | ------------- | ---------------------- |
| 1974 | Eva      | Jösses flickor, befrielsen är nära Suzanne Osten och Margareta Garpe       | Suzanne Osten | Stockholms stadsteater |
| 1975 | Dunjasja | Körsbärsträdgården Anton Tjechov                                           | Jan Håkanson  | Stockholms stadsteater |
| 1980 | Barbro   | Fabriksflickorna, makten och härligheten Margareta Garpe och Suzanne Osten | Suzanne Osten | Stockholms stadsteater |